# Stock (Essex)
Stock – wieś i civil parish w Anglii, w hrabstwie Essex, w dystrykcie Chelmsford. Leży 9 km na południe od miasta Chelmsford i 44 km na północny wschód od Londynu. W 2011 roku civil parish liczyła 2100 mieszkańców.